# Наріта (Тіба)

35°47′ пн. ш. 140°19′ сх. д. / 35.783° пн. ш. 140.317° сх. д.
Нарі́та (яп. 成田市, なりたし, МФА: [naɾʲita ɕi̥]) — місто в Японії, в префектурі Тіба.

## Короткі відомості
Розташоване в північній частині префектури. Виникло на основі середньовічного прихрамового поселення біля буддистського монастиря Шіншоджі. Основою економіки є сільське господарство, харчова промисловість, виготовлення електротоварів. Великий транспортно-пересадочний центр. В місті розташований найбільший в країні міжнародний аеропорт Наріта. Станом на 1 жовтня 2008 площа міста становила 213,84 км². Станом на 1 січня 2009 населення міста становило 126 268 осіб.